# Catawba (Ohio)
Catawba è un villaggio degli Stati Uniti d'America, situato nella contea di Clark dello stato dell'Ohio.